# Zamek Schönwölkau
Zamek Schönwölkau (niem. Schloss Schönwölkau) – zabytkowy pałac w Schönwölkau koło Lipska (Saksonia).
Pałac powstał na miejscu dworu z XV w., który był własnością panów Spiegel (1464) i rodziny von Schönfeld (1533). Po zniszczeniu w czasie wojny trzydziestoletniej przez pewien czas pozostawał nieużytkowany. W 1659 Christoph Vitzthum von Eckstädt (1633-1711) kupił dwór i zlecił budowę nowego pałacu i założenia parkowego. Swój obecny barokowy wygląd obiekt otrzymał na początku XVIII w. za panowania hrabiego Friedricha Vitzthhuma von Eckstädta (1675-1726) i Rahel Hoym (1676–1753).

## Galeria

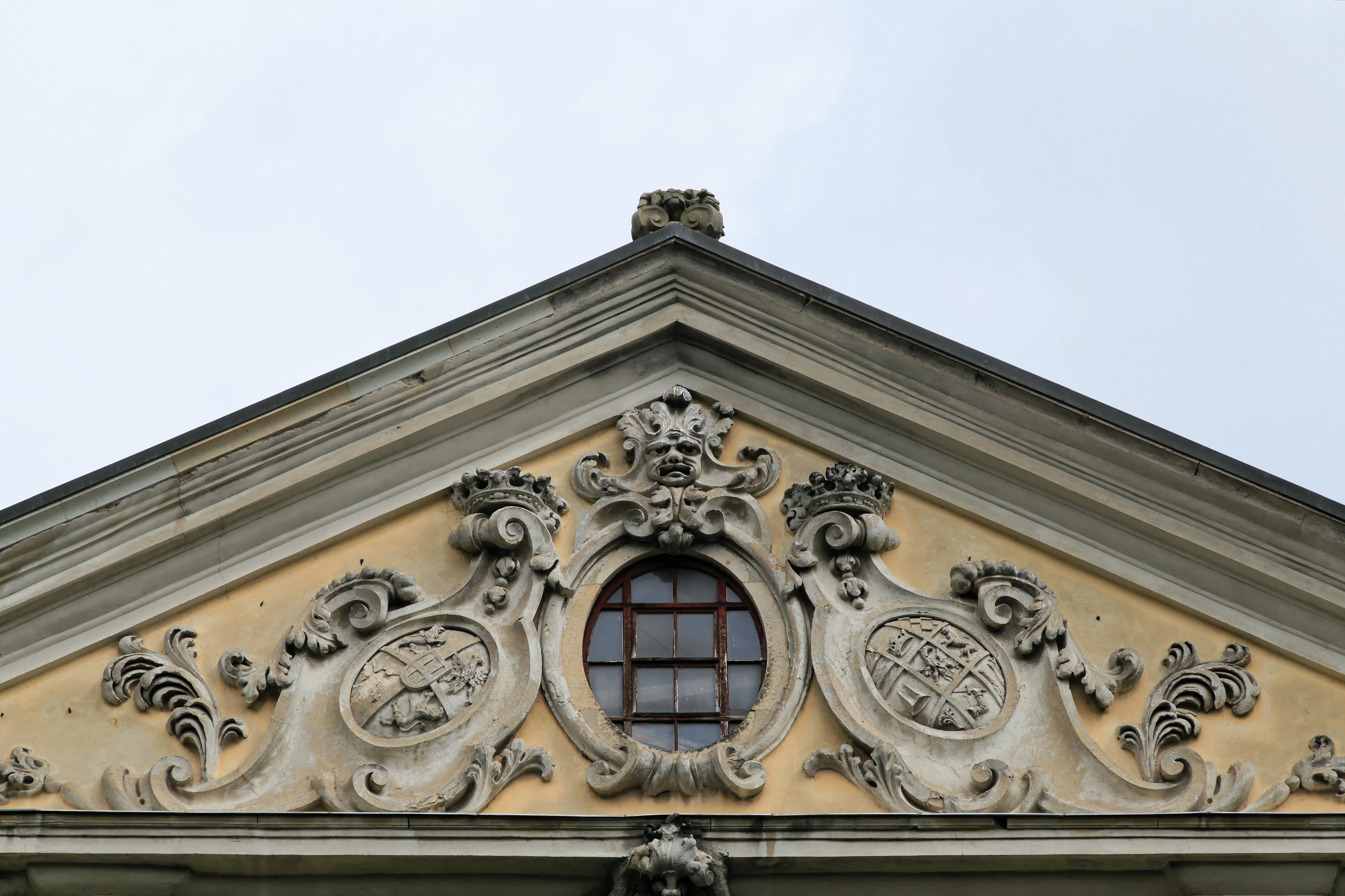
Szczyt. Herby Vitzthum v. Eckstädt (L), Hoym (P)
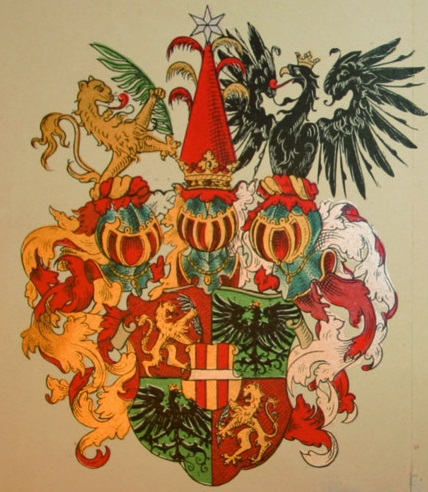
Herb Friedricha Vitzthum v. Eckstädt
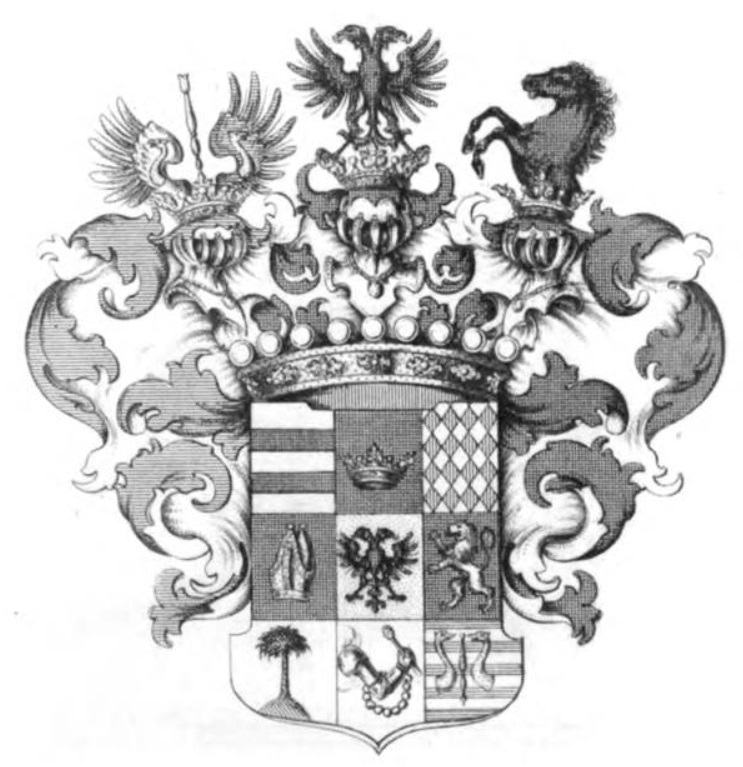
Herb  Rahel Hoym (1676–1753)
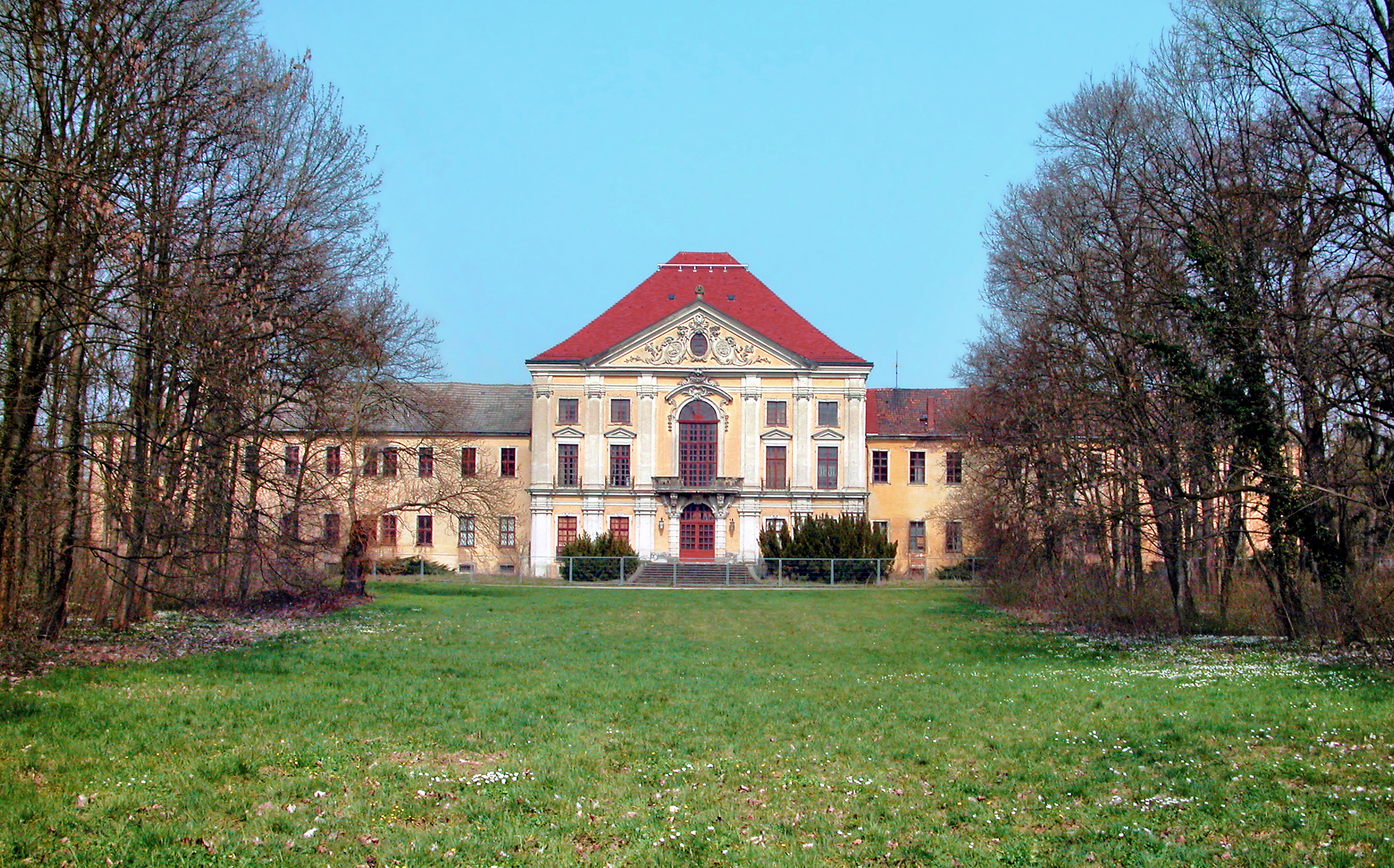
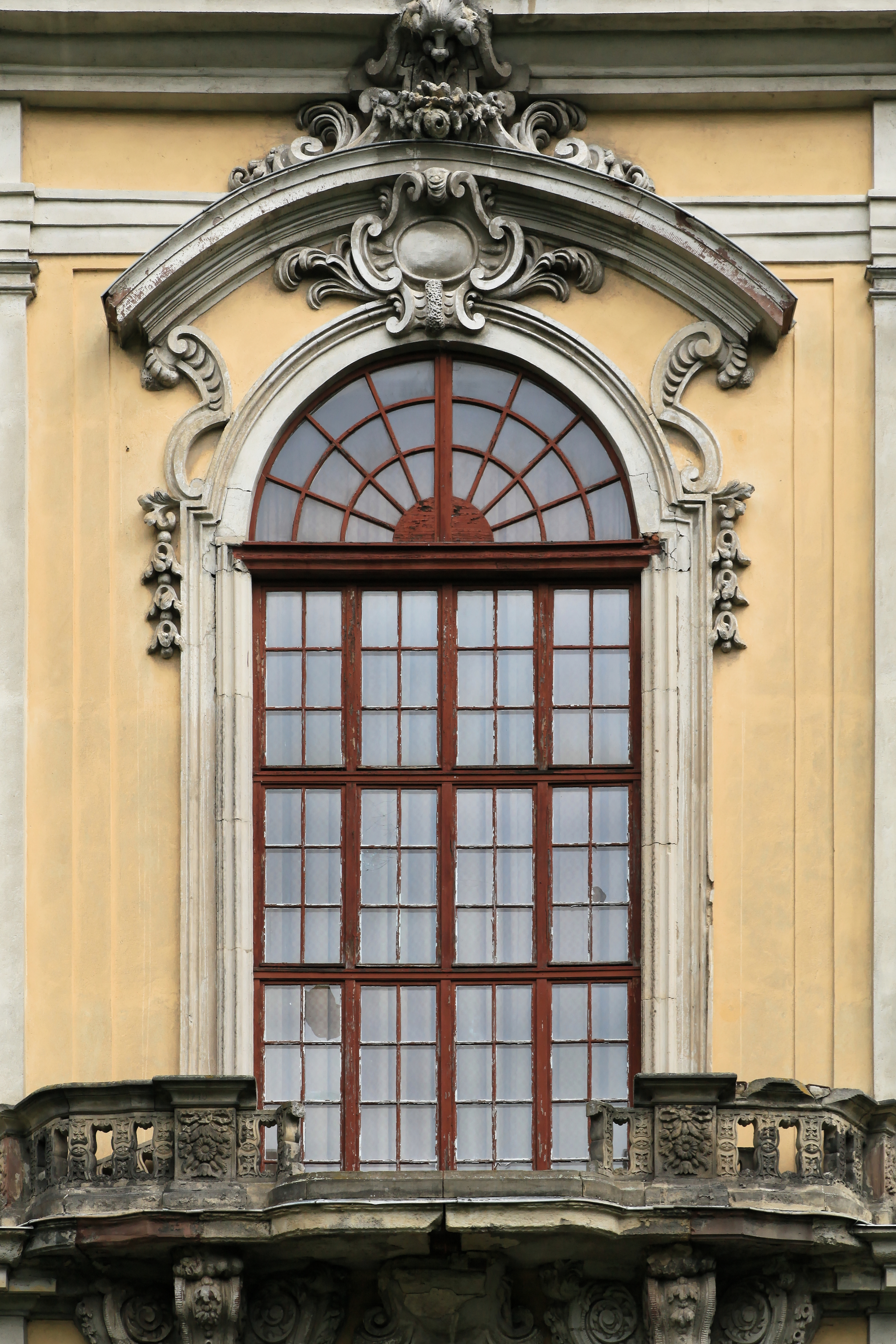